# Xu Shilin
Xu Shilin (徐诗霖T, Xú ShīlínP) (Zhongshan, 10 gennaio 1998) è una tennista cinese inattiva dal 2022.

## Carriera

### Junior
A livello juniores finisce l'anno 2013 al quindicesimo posto vincendo il torneo di Grade A ad Osaka insieme a Xiaodi You.
Nell'agosto 2014 partecipa ai II Giochi olimpici giovanili dove riesce a vincere l'oro nel singolare superando in finale Iryna Šymanovič per 6-3, 6-1, mentre sul finire di stagione raggiunge la prima posizione mondiale di categoria.

### Professionista
Nel circuito ITF ha vinto 5 titoli in singolare e 7 titoli nel doppio fra cui uno in coppia con Sun Ziyue.
Nel settembre 2014 fa il suo esordio nel circuito WTA grazie alla wild-card per il tabellone principale del Wuhan Open 2014 dove al primo turno ha affrontato la statunitense Alison Riske. Xu Shilin è riuscita a vincere il primo set ma è stata costretta al ritiro durante il tie-break decisivo del terzo set.
La settimana successiva ottiene un'altra wild-card, questa volta per il China Open di Pechino dove affronta al primo turno la tedesca Sabine Lisicki.

## Statistiche WTA

### Doppio

#### Sconfitte (1)
| Legenda               |
| --------------------- |
| Grande Slam (0)       |
| Argenti Olimpici (0)  |
| WTA Finals (0)        |
| Premier Mandatory (0) |
| Premier 5 (0)         |
| Premier (0)           |
| International (1)     |

| N. | Data              | Torneo                                       | Superficie | Compagna   | Avversarie in finale       | Punteggio |
| 1. | 26 settembre 2015 | Guangzhou International Women's Open, Canton | Cemento    | You Xiaodi | Martina Hingis Sania Mirza | 3-6, 1-6  |

## Statistiche ITF

### Singolare

#### Vittorie (5)
| Torneo $100.000 (0) |
| Torneo $80.000 (0)  |
| Torneo $75.000 (0)  |
| Torneo $60.000 (1)  |
| Torneo $50.000 (0)  |
| Torneo $25.000 (2)  |
| Torneo $15.000 (0)  |
| Torneo $10.000 (2)  |

| N. | Data             | Torneo                                                    | Superficie  | Avversaria in finale | Punteggio     |
| 1. | 15 dicembre 2013 | Chevalier Hong Kong ITF Women's Circuit Series, Hong Kong | Cemento     | Zhao Di              | 6-0, 6-3      |
| 2. | 22 dicembre 2013 | Chevalier Hong Kong ITF Women's Circuit Series, Hong Kong | Cemento     | Tang Haochen         | 6-1, 6-4      |
| 3. | 6 giugno 2016    | Padova Challenge Open, Padova                             | Terra rossa | İpek Soylu           | 5-7, 6-4, 6-3 |
| 4. | 7 ottobre 2018   | Brisbane QTC Tennis International, Brisbane               | Cemento     | Ellen Perez          | 6-4, 6-3      |
| 5. | 10 novembre 2018 | Copa LP Chile Hacienda Chicureo, Colina                   | Terra rossa | Paula Ormaechea      | 7-5, 6-3      |

#### Sconfitte (2)
| Torneo $100.000 (0) |
| Torneo $80.000 (0)  |
| Torneo $75.000 (0)  |
| Torneo $60.000 (1)  |
| Torneo $50.000 (0)  |
| Torneo $25.000 (0)  |
| Torneo $15.000 (1)  |
| Torneo $10.000 (0)  |

| N. | Data           | Torneo                                          | Superficie      | Avversaria in finale | Punteggio     |
| 1. | 1º agosto 2015 | Hong Kong ITF Women's Circuit Series, Hong Kong | Cemento         | Lee So-ra            | 4–6, 6–4, 2–6 |
| 2. | 27 maggio 2018 | ITF Women's Circuit – Baotou, Baotou            | Terra rossa (i) | Nina Stojanović      | 0-6, 4-6      |

### Doppio

#### Vittorie (7)
| Torneo $100.000 (0) |
| Torneo $80.000 (0)  |
| Torneo $75.000 (0)  |
| Torneo $60.000 (0)  |
| Torneo $50.000 (3)  |
| Torneo $25.000 (2)  |
| Torneo $15.000 (2)  |
| Torneo $10.000 (0)  |

| N. | Data              | Torneo                                       | Superficie  | Compagna              | Avversarie in finale                | Punteggio           |
| 1. | 15 settembre 2013 | ITF Women's Circuit Sanya, Sanya             | Cemento     | Sun Ziyue             | Yang Zhaoxuan Zhao Yijing           | 6(5)-7, 6-3, [10-3] |
| 2. | 28 settembre 2015 | Zhuhai Open, Zhuhai                          | Cemento     | You Xiaodi            | Irina Chromačëva Emily Webley-Smith | 3-6, 6-2, [10-4]    |
| 3. | 27 giugno 2016    | Trofeo Reale Mutua, Roma                     | Terra rossa | İpek Soylu            | Réka Luca Jani Sofia Šapatava       | 7-5, 6-1            |
| 4. | 2 marzo 2018      | ITF Women's Circuit Xiamen, Xiamen           | Cemento     | Sarah-Rebecca Sekulic | Sun Xuliu Sun Ziyue                 | 6-1, 7-5            |
| 5. | 28 settembre 2018 | Cairns Tennis International, Cairns          | Cemento     | Naiktha Bains         | Erin Routliffe Astra Sharma         | 6-1, 7-6(7)         |
| 6. | 6 luglio 2019     | Open GDF SUEZ de la Porte du Hainaut, Denain | Terra rossa | Daria Mishina         | Barbara Gatica Rebeca Pereira       | 6-0, 7-5            |
| 7. | 5 aprile 2025     | Antalya Series, Adalia                       | Terra rossa | Annemarie Lazar       | Selina Atay Melis Sezer             | 7-6(2), 7-5         |

#### Sconfitte (5)
| Torneo $100.000 (0) |
| Torneo $80.000 (0)  |
| Torneo $75.000 (0)  |
| Torneo $60.000 (0)  |
| Torneo $50.000 (2)  |
| Torneo $25.000 (3)  |
| Torneo $15.000 (0)  |
| Torneo $10.000 (0)  |

| N. | Data           | Torneo                                                   | Superficie  | Compagna       | Avversarie in finale          | Punteggio        |
| 1. | 8 marzo 2014   | Blossom Cup, Quanzhou                                    | Cemento     | Sun Ziyue      | Chan Chin-wei Xu Yifan        | 6(4)-7, 1-6      |
| 2. | 16 maggio 2016 | Kurume Best Amenity International Women's Tennis, Kurume | Erba        | Dalma Gálfi    | Hsu Ching-wen Ksenija Lykina  | 6(5)–7, 2–6      |
| 3. | 21 aprile 2018 | Forte Village International Tournament, Pula             | Terra rossa | Marie Benoît   | Naiktha Bains Chiara Scholl   | 4-6, 5-7         |
| 4. | 17 giugno 2018 | Palmetto Pro Open, Sumter                                | Cemento     | Julia Elbaba   | Astra Sharma Luisa Stefani    | 6-2, 3-6, [5-10] |
| 5. | 5 ottobre 2018 | Brisbane QTC Tennis International, Brisbane              | Cemento     | Rutuja Bhosale | Maddison Inglis Kaylah McPhee | 5-7, 4-6         |